# Mitterpacher Lajos
Mitterpacher Lajos (eredetileg Mitterbacher), mitternburgi (Bellye, 1734. augusztus 25. – Pest, 1814. május 24.), római katolikus pap, jezsuita szerzetes, egyetemi tanár, az agrártudományok hazai úttörője.

## Származása, tanulmányai
1734. augusztus 25-én született a ma Horvátországhoz tartozó Bellyén, német eredetű nemesi családban.
A pécsi gimnázium elvégzése után 1749. október 14-én, Trencsénben lépett be a jezsuita rendbe. 1755-ben a soproni gimnáziumban latint oktatott, majd két évig a bécsi egyetemen felsőbb matematikát hallgatott. 1758-tól a győri gimnáziumban retorikát tanított. 1759-ben ismét Bécsbe küldte a rend, ahol a Pázmány-intézetben, 4 év alatt elvégzett teológiai tanulmányai után doktorátust szerzett és az intézet kormányzója lett. 1761-ben szentelték pappá. (Utolsó fogadalmát 1768-ban tette Bécsben.)
Testvére volt Mitterpacher József egyetemi tanár és feltételezhetően Mitterpacher Dániel Antal államigazgatási hivatalt is viselő egyházi személy, püspök.

## Pályafutása
1762 folyamán Batthyány Lajos herceg mellett volt nevelő. 1762-ben a bécsi Theresianumba nevezték ki hitoktatónak, emellett még filozófiát, latin nyelvet és később mezőgazdaságtant is oktatott. Ekkor jegyezte el magát életre szólóan az agrártudománnyal.
A jezsuita rend 1773. évi feloszlatása után pécsi címzetes monostori apáti rangot nyert. 1774-ben a Nagyszombati Egyetemen megszerezte a bölcsészeti doktorátust is. Később, mikor az egyetemet Nagyszombatról Budára, majd innen Pestre helyezték át, őt bízták meg az agrártudományok és mellette a természetrajz és technológia oktatásával. Ő lett az első, 1785 őszéig létező agrártudományi tanszék, az Oeconomica ruralis vezetője és az agrártudományi oktatás első professzora. A Helytartótanács rendelete szerint megszűnt tanszék tárgyait az általános természetrajz és a technológiai oktatás keretébe kellett beilleszteni, s ennek előadásait egészen 1814-ig főként Mitterpacher Lajos tartotta. A tanszéket végül az 1805. évi II. Ratio educationis állította vissza. Ugyancsak előadott a mezőgazdasági tárgyakból az 1784/85-ben, a bölcsészeti kar keretében felállított Mérnöki Intézetben (Institutum Geometrico-Practicum), ugyanis a mérnökhallgatók utolsó évfolyamukon agrártudományt is tanultak. 1790–1791 folyamán a bölcseleti kar dékánja, 1800-1801-ben az egyetem rektora volt. 
Tagja volt a bolognai tudományos akadémiának, és az Alsó-Ausztriai Mezőgazdasági Társaságnak, a pesti egyetemen pedig szenior rangot kapott a bölcsészeti kartól.
Sokoldalú irodalmi munkásságot fejtett ki. Művei több nyelven is megjelentek, több műve azonban csak kéziratban található a Magyar Nemzeti Múzeumban.
Tankönyveiben az elavult ugaros gazdálkodás ellen és a terményváltó gazdálkodás bevezetése mellett foglalt állást. A mezőgazdaságtan egész rendszerét az Elementa rei rusticae című háromkötetes nagy munkájában fejtette ki. A talajművelés részletes ismertetése mellett a növénymorfológia, a növénytermesztés, a szőlészet és kertészet mellett az állattenyésztés sőt a gyógyászat is helyet kapott benne, pótlólag kidolgozott 3. kötetében pedig az ipari növények termesztésével és azok feldolgozásával foglalkozik. A mű valójában egyetemi előadásainak részletes leírása volt. Az 1799-ben megjelent Compendium historiae naturalis című könyve az első hazai kiadású egyetemi természetrajzi tankönyv. A mű végén egy ásványtani rész is helyet kapott. Latin, magyar és német tárgymutatót is tartalmaz.
Tanítványai között volt Nagyváthy János is, aki elismeréssel emlékezett meg munkásságáról.

## Főbb művei

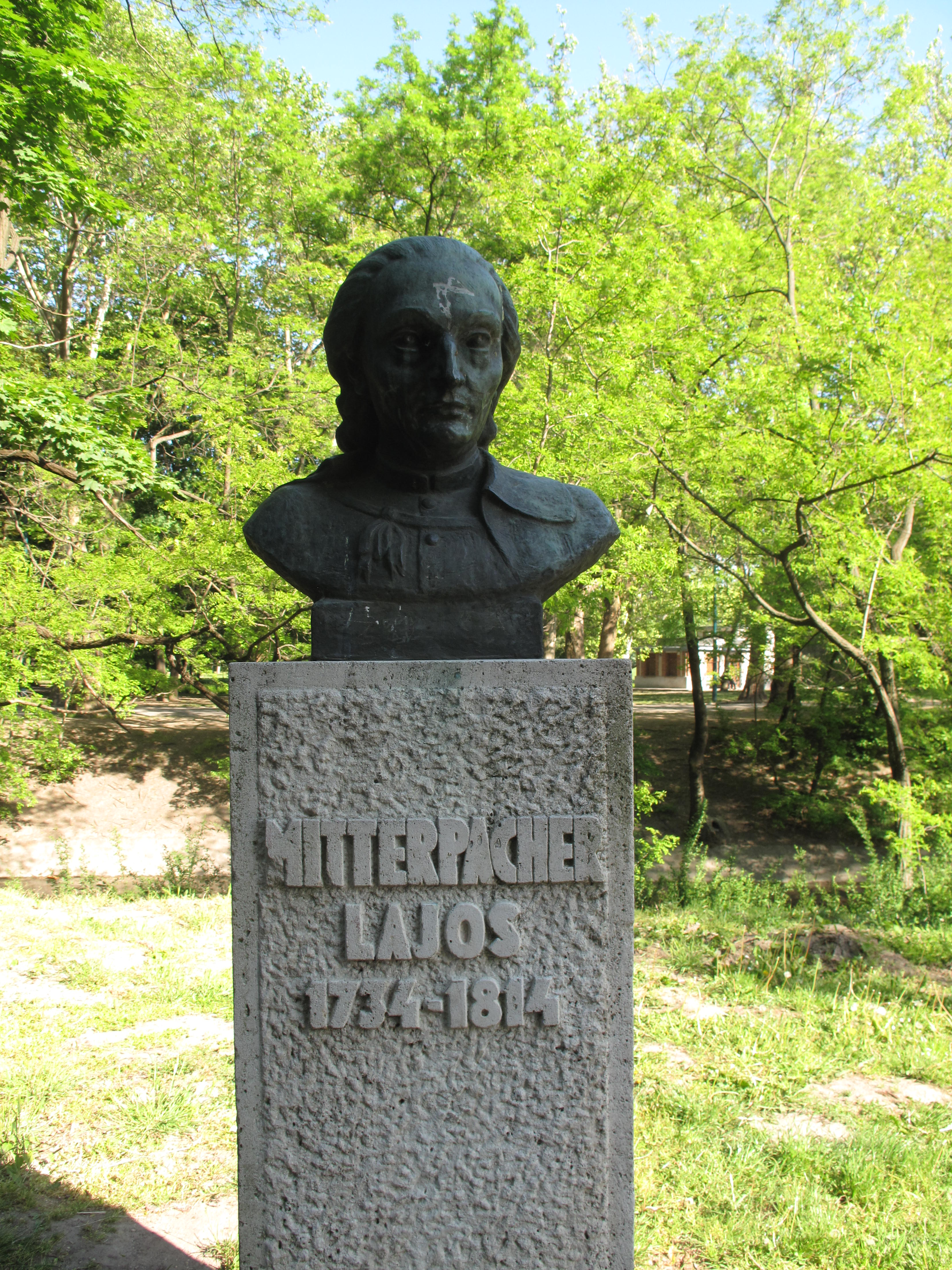
Mellszobra a Városligetben

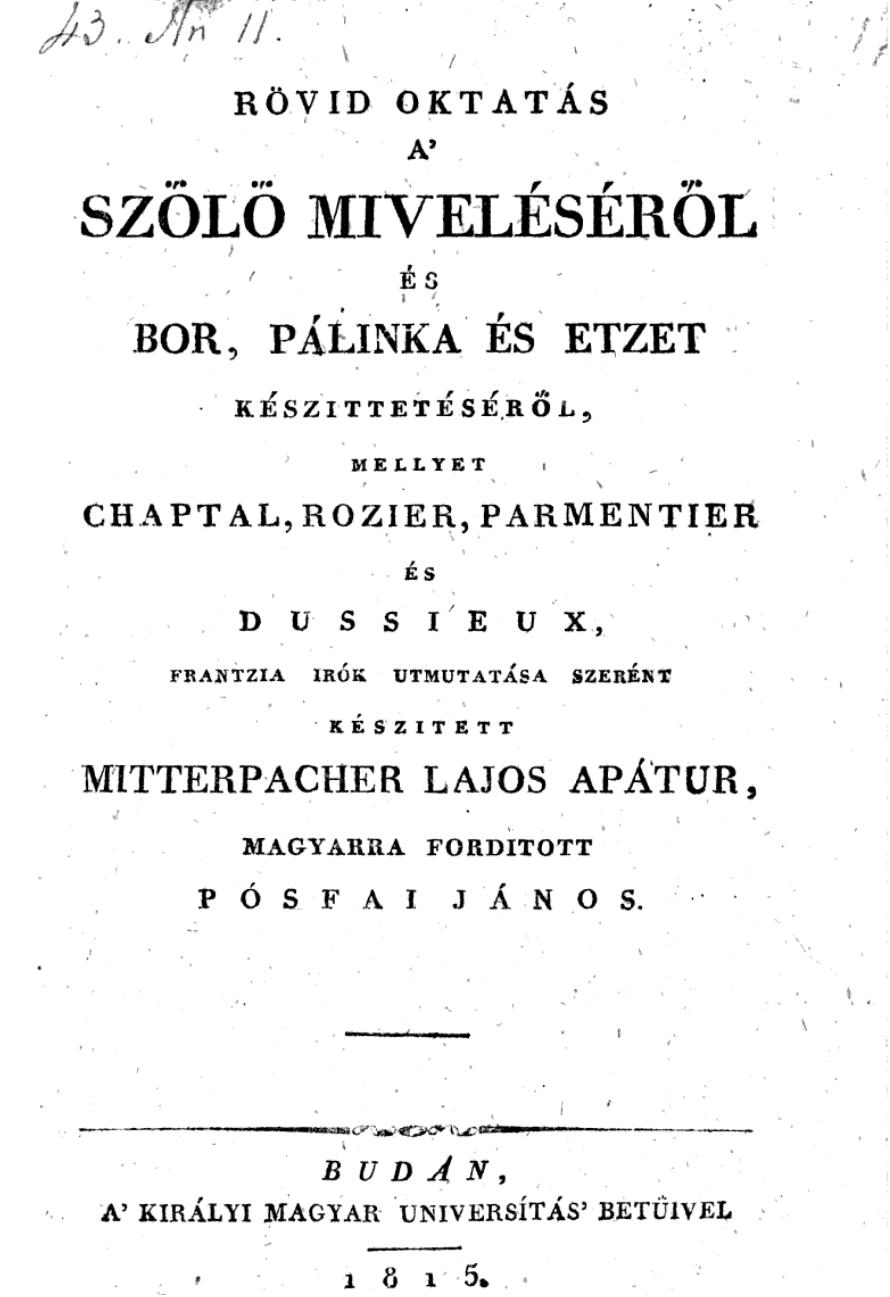
Rövid oktatás a' szölö miveléséröl és bor, pálinka, és etzet készittetéséröl..., 1815

- Adumbratio notionum oeconomicarum. Vindoboane, 1773
- Kurzgefasste Naturgeschichte der Erdkugel. Wien, 1774, 1789
- Sätze aus der Naturgeschichte der Pflanzen, des Acker- und Weinbaues. Wien, 1775
- Sätze aus dem Baue der Farbekräuter, des Wald-, Wein- und Gartenbaues. Wien, 1776
- Introductio in physicam historiam plantarum. Buda, 1777
- Sätze aus der Naturgeschichte der Thiere, und aus der Sammtlichen Viehzucht. Wien, 1778
- Anfangsgründe der physicalischen Astronomie. Bécs, 1781
- Elementa rei rusticae in usum academiarum regni Hungariae conscripta. Budae, 1779-1794. I-III. kötet, 1816
- Abhandlung vom Leinbau. Wien, 1788
- Unterricht vom Lein- und Hanfbau für Landleute. Wien, 1788
- Physikalische Erdbeschreibung. Milano, 1789
- A len és a kender műveléséről való oktatás a mezei embernek hasznára. Bécs, 1789
- Technologia oeconomica. Budae, 1794
- Primae lineae historiae naturalis (gimnáziumi tankönyv) Budae, 1795
- Opera Oeconomica. Budae, 1794
- Compendium historiae naturalis (egyetemi tankönyv) Budae, 1799
- Praelectiones technologicae. Budae, 1800
- Rövid oktatás a szölö miveléséről és bor, pálinka, és etzet készíttetéséről. Buda, 1815
- Unterricht über die Maulbeerbaum und Seidenraupenzucht zum Gebrauche der Landschulen. Ofen, 1805 (Magyarul: Buda, 1823)
- A szederjfa és a selyembogár neveléséről szóló oktatás (Magyarra ford.: Spécz Antal) Pest, 1805
- Oktatás a pamuktermesztésről. Buda, 1810
- Summarium tractatus de vitis cultura et arte parandi vinum, crematum et acetum. Budae, 1813 (Magyar, német, szlovák, szerb, rumén, román nyelven is: Budae, 1815–1823 között)
- Auszug aus Chaptal's, Rozier's, Parmentier's und Dussieux's Abhandlungen über den Bau des Weinstocks und über die Kunst: Wein, Branntwein und Essig zu bereiten. Ofen, 1814
- Rövid oktatás a' szölö miveléséröl és bor, pálinka, és etzet készittetéséröl, mellyet Chaptal, Rozier, Parmentier és Dussieux frantzia irók utmutatása szerént készitett Mitterpacher Lajos apátur, magyarra forditott Pósfai János. Budán, 1815
- Opera oeconomica. Lipsiae, 1815

## Emlékezete
- Budapest XIV. kerületében, a Városligetben, a Magyar Mezőgazdasági Múzeumnál mellszobrot állítottak tiszteletére.